# Сирк, Юло Хеннович
Юло Сирк (эст. Ülo Sirk; 4 апреля 1935 года, Хаапсалу, Эстония — 15 декабря, 2011 года, Москва, Россия) — российский учёный-востоковед, эстонец по национальности, исследователь австронезийских языков.

## Биография
Родился в Эстонии в семье учителя. Окончил в 1958 году геологический факультет Тартуского университета. Во время учёбы проявил интерес к Востоку и овладел индонезийским языком, занимаясь в кабинете восточных языков под руководством востоковеда-историка П. Нурмекунда (1906—1996). К моменту окончания университета он даже смог преподавать индонезийский участникам семинара восточного кабинета и переводить на эстонский язык индонезийские рассказы.
В 1959 году поступил в аспирантуру московского Института народов Азии (ныне Институт востоковедения РАН). В 1965 году защитил диссертацию на звание кандидата филологических наук, посвящённую некоторым аспектам грамматики индонезийского языка. В дальнейшем, работая в институте, где в последнее время занимал должность старшего научного сотрудника отдела языков народов Азии и Африки, участвовал в составлении первой в СССР академической грамматики индонезийского языка (опубликована в 1972 году).
Наряду с этим занимался исследованиями в области австронезийского языкознания в целом — нового направления советской науки.
Особым объектом научных интересов Ю. Сирка стал язык рукописной литературы одного из народов Индонезии — бугийцев. Публикации Ю. Сирка по этому языку охватывают период более тридцати лет. Очерк бугийской грамматики, опубликованный в 1975 году и позднее переизданный на французском и английском языках, наряду с другими его работами сделали его известным в международных научных кругах.
Он преподавал также в Институте стран Азии и Африки при МГУ им. М. В. Ломоносова, Российском государственном гуманитарном университете и Институте практического востоковедения, где вёл семинары по австронезийской лингвистике и по этнографии Индонезии.
Был активным членом общества «Нусантара».

## Основные работы
- Indoneesia jutte (Индонезийские истории) (как переводчик). Tallinn: Ajalehtede-Ajakirjade Kirjastus, 1966.
- Грамматика индонезийского языка. М., 1972. (совместно с Алиевой Н. Ф., Аракиным В. Д. и Оглоблиным А. К.)
- Бугийский язык. М., 1975 (переиздание 1983 года)
- Австронезийские языки. — Сравнительно-историческое изучение языков разных семей. Задачи и перспективы. М., 1982
- «Indoneesia keel ja indoneesia keeled». — Akadeemia 7/1993 (lk 1491—1507), 8/1993 (lk 1626—1635)(на эстонск. яз.)
- Бугийский язык в традиционной литературе. М. 1997
- Австронезийские языки: Введение в сравнительно-историческое изучение. М.: Восточная литература, 2008. ISBN 978-5-02-018557-9
- The Buginese language of traditional literature. Moscow, 1996.